# 可爱峨螺
可爱峨螺（学名：Clivipollia pulchra），是新腹足目峨螺科Clivipollia属的一种。主要分布于印度尼西亚、台湾，常栖息在潮间带至潮下带。